# Plagodis intermedaria
Plagodis intermedaria är en fjärilsart som beskrevs av Barnes och Mcdunnough 1916. Plagodis intermedaria ingår i släktet Plagodis och familjen mätare. Inga underarter finns listade i Catalogue of Life.